# Гирский лес
Гирский лес (хинди गिर वन) — национальный парк на юге полуострова Катхиявар в штате Гуджарат, Индия.
Гирский лес — последнее место обитания индийского льва, также в нём живут и другие редкие представители фауны. Гирский лес является охраняемой территорией, биосферным заповедником на площади 1153 км², из них 258 км² занимает особо охраняемый национальный парк.
Сасан-Гир представляет собой горный смешанный листопадный лес с преобладанием тика, ниже расположен пояс колючего кустарника. Также у рек встречаются вечнозелёные пойменные леса.
Национальный парк создан в 1965 году для сохранения популяции азиатского льва. Если на момент создания численность составляла менее 200 особей, то в 2001 году в Гирском лесу жили уже 327 львов, а в 2005 году — 359. На 2017 год зафиксировано 650 львов. За два года, начиная с 2015 года, поголовье львов выросло на 125 с лишним особей. Кроме того, около 180 животных было отловлено для содержания в неволе и перевезено в заповедники. Кроме львов зафиксировано 38 видов млекопитающих, 37 видов пресмыкающихся (за исключением птиц), около 300 видов птиц и более чем 2000 видов насекомых. Количество видов растений превышает 400.
Климат в национальном парке тропический муссонный. Летом температура часто превышает +40 °C, зимой может упасть до +10 °C. Осадков выпадает 600—1000 мм в год, но часты засухи.

## Галерея

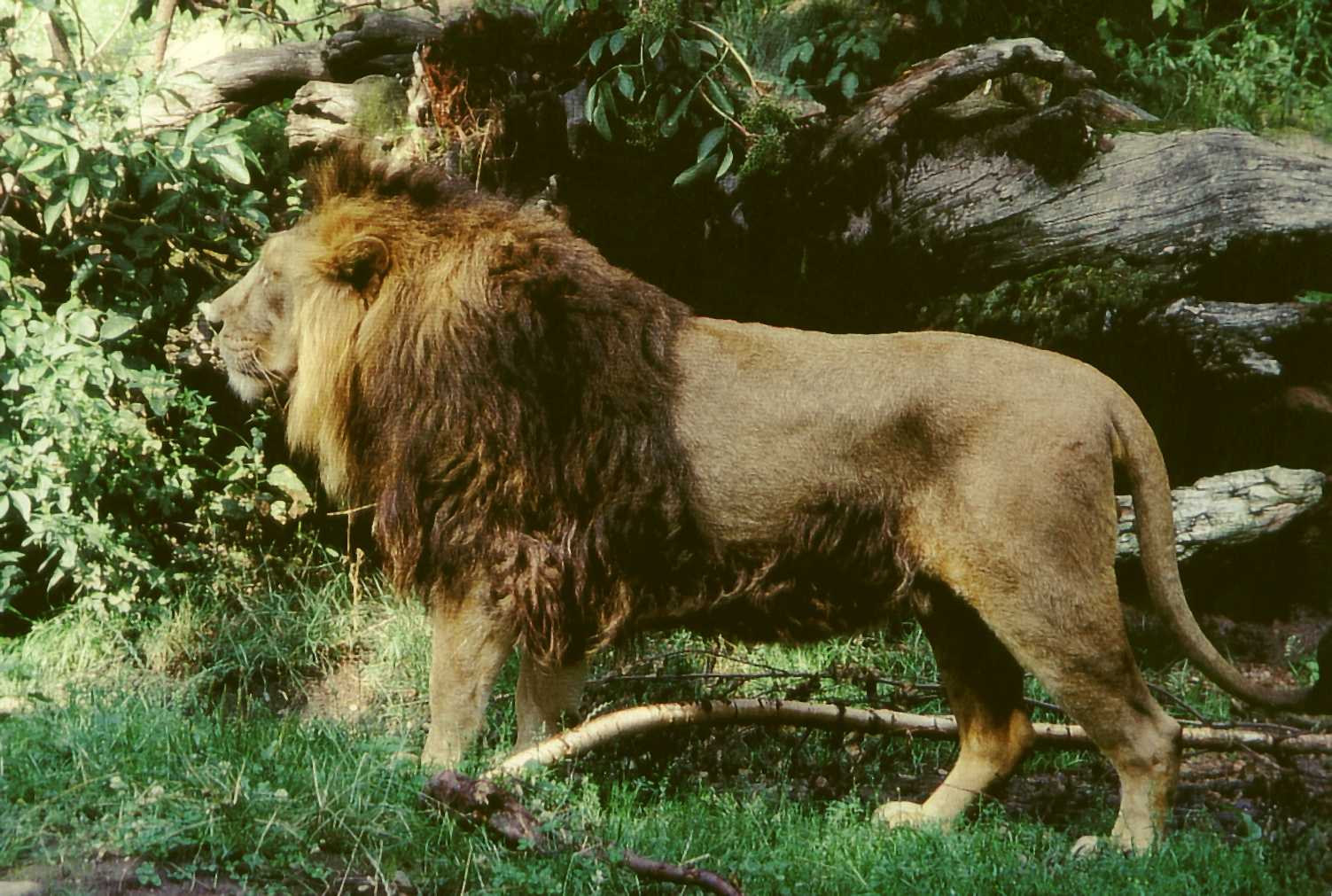
Ради сохранения индийского льва создан национальный парк
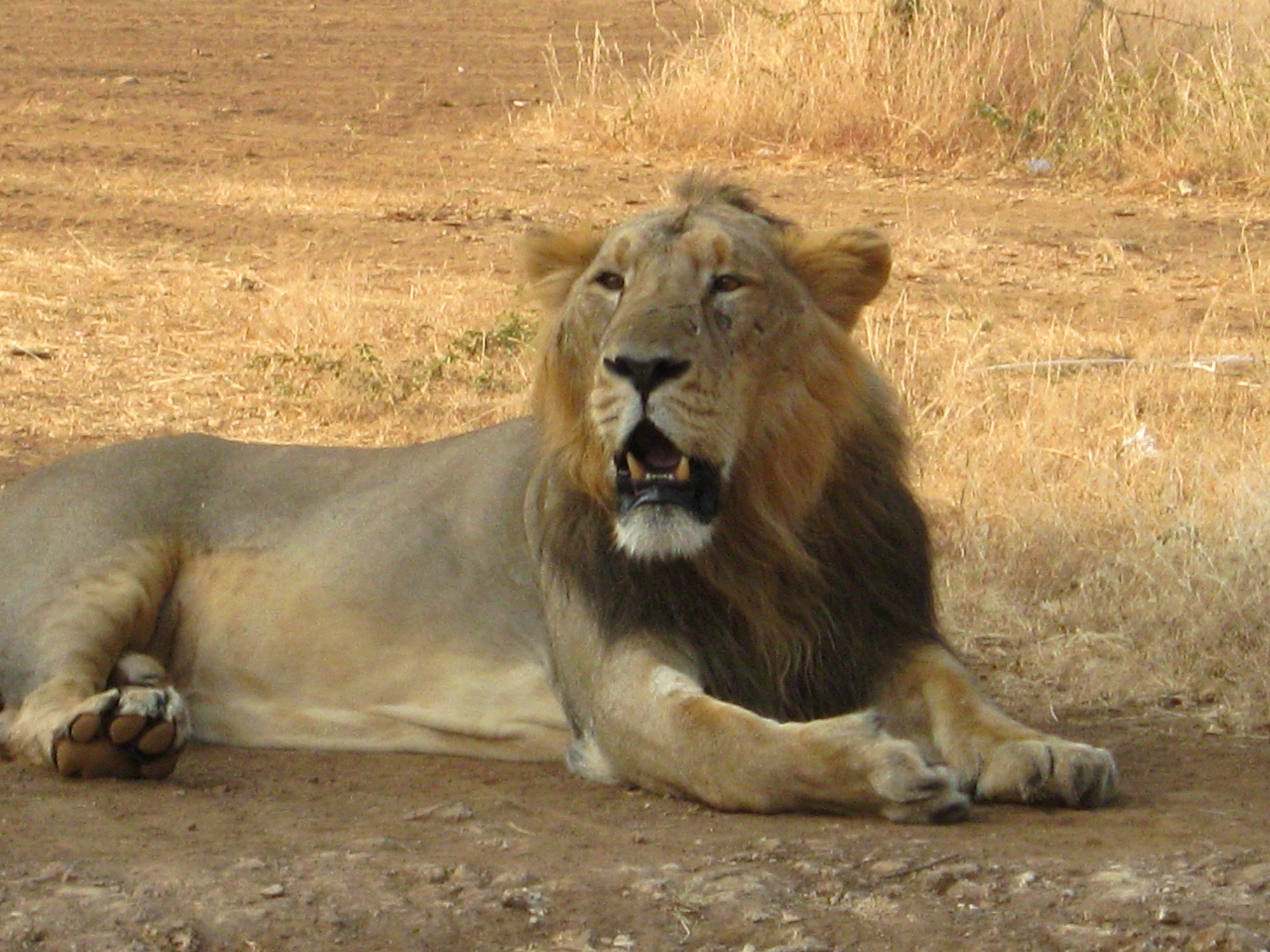
Индийский лев в Гирском лесу